# Konstantin Sergejewitsch Kowaljow
Konstantin Sergejewitsch Kowaljow (russisch Константин Сергеевич Ковалёв; * 14. Januar 2000 in Kursk) ist ein russischer Fußballspieler.

## Karriere
Kowaljow begann seine Karriere bei Awangard Kursk. Zur Saison 2018/19 rückte er in den Profikader von Awangard. In seiner ersten Spielzeit als Profi kam er allerdings zu keinem Einsatz. Sein Debüt für Kursk in der Perwenstwo FNL gab er im Juli 2019 gegen Rotor Wolgograd. Für Awangard kam er in der Saison 2019/20 bis zum Saisonabbruch zu 18 Zweitligaeinsätzen.
Zur Saison 2020/21 wechselte Kowaljow zum Erstligisten FK Rostow. Im August 2020 debütierte er gegen den FK Dynamo Moskau in der Premjer-Liga. Nach etwas über einem Monat bei Rostow wurde er im September 2020 an den Zweitligisten Baltika Kaliningrad verliehen. Bis zum Ende der Leihe kam er zu 22 Zweitligaeinsätzen. Zur Saison 2021/22 kehrte er wieder nach Rostow zurück. Dort spielte er jedoch gar keine Rolle und stand bis zur Winterpause nicht ein Mal im Spieltagskader. Daraufhin wurde er im Januar 2022 ein zweites Mal nach Kaliningrad verliehen.